# Xylostola novimundi
Xylostola novimundi är en fjärilsart som beskrevs av Dyar 1919. Xylostola novimundi ingår i släktet Xylostola och familjen nattflyn. Inga underarter finns listade i Catalogue of Life.